# SMS Prinz Adalbert (1901)
SMS Prinz Adalbert – niemiecki krążownik pancerny (klasyfikowany jako wielki krążownik – niem. Großer Kreuzer) z przełomu XIX i XX wieku, jedna z dwóch zbudowanych jednostek typu Prinz Adalbert. Okręt miał wyporność pełną 9875 ton i osiągał prędkość 20 węzłów, zaś jego główne uzbrojenie stanowiły cztery działa kalibru 21 cm umieszczone w dwóch wieżach i 10 dział kalibru 15 cm.
Krążownik został zwodowany 22 czerwca 1901 roku w stoczni Kaiserliche Werft w Kilonii, a 12 stycznia 1904 roku wcielono go do służby w Kaiserliche Marine. Jego patronem był książę Prus Adalbert von Preußen. Jednostka służyła w Heimatflotte i w Hochseeflotte, biorąc udział w I wojnie światowej. Okręt został zatopiony 23 października 1915 roku w pobliżu Libawy, storpedowany przez brytyjski okręt podwodny HMS E8.

## Projekt i budowa
Objęcie tronu Cesarstwa Niemieckiego przez Wilhelma II w 1888 roku spowodowało początek rozbudowy floty wojennej, niezbędnej do zdobycia i utrzymania zamorskich posiadłości. Opierając się na założeniach francuskiej doktryny Jeune École, Minister Marynarki, admirał (niem. Admiral) Friedrich von Hollmann przekonał cesarza Wilhelma II o konieczności budowy silnie uzbrojonych i mających duży zasięg krążowników kolonialnych. Doprowadziło to do powstania dużych krążowników pancernopokładowych (klasyfikowanych ówcześnie jako krążowniki II klasy) typu Victoria Louise, które jednak nie były zbyt udane, głównie ze względu na zawodne urządzenia napędowe i problemy ze statecznością. W latach 1893–1895 stworzono projekt następcy – pierwszego niemieckiego krążownika pancernego „Fürst Bismarck” – który ze względu na silne uzbrojenie i dużą wyporność był właściwie jednostką o charakterystyce pośredniej między krążownikami pancernymi a pancernikami (podobnie jak rosyjskie pancerniki typu Pierieswiet). Koszty powstania tego okrętu, niewiele niższe od kosztów pancernika, spowodowały zarzucenie koncepcji budowy jednostek o podobnej charakterystyce, w rezultacie czego „Fürst Bismarck” pozostał okrętem unikatowym. Według zmienionej doktryny kolejne krążowniki pancerne miały być jednostkami przeznaczonymi do działań rozpoznawczych na rzecz floty liniowej, zdolnymi także do walki z uszkodzonymi pancernikami przeciwnika. W takiej koncepcji powstał kolejny niemiecki krążownik pancerny – „Prinz Heinrich”, który miał mniejszą wyporność, uzbrojenie główne zredukowane do dwóch dział kalibru 24 cm i zmniejszoną grubość opancerzenia, otrzymując w zamian siłownię o większej mocy, co zaowocowało wzrostem prędkości maksymalnej. Gdy 26 marca 1898 roku Reichstag uchwalił ustawę morską, przeforsowaną przez nowego Ministra Marynarki, ówczesnego kontradmirała (niem. Konteradmiral) Alfreda Tirpitza, znalazł się w niej zapis o budowie do 1 kwietnia 1904 roku dodatkowych sześciu krążowników pancernych.
Projekt nowych jednostek powstał w latach 1899–1900 w biurze konstrukcyjnym Urzędu Marynarki Rzeszy, będąc rozwinięciem poprzedniej konstrukcji, czyli krążownika „Prinz Heinrich”. Pod naciskiem Generalnego Inspektora Marynarki Wojennej, admirała Hansa von Koestera zmniejszono kaliber dział artylerii głównej do 21 cm dla zwiększenia szybkostrzelności, powiększając też ich liczbę do czterech (dzięki temu masa salwy burtowej wzrosła z 1500 do 3040 kg, wliczając artylerię kalibru 15 cm). Zwiększeniu uległa również moc siłowni, jednak nie spowodowało to wzrostu prędkości, która wynosiła 20 węzłów; zgodnie z zasadą upodobniania sylwetek budowanych w tym samym czasie pancerników i krążowników pancernych jednostki otrzymały po trzy kominy, tak jak pancerniki typu Wittelsbach.
Krążownik został zamówiony w 1900 roku pod tymczasową nazwą „Großer Kreuzer B”. Zbudowany został w stoczni Kaiserliche Werft w Kilonii (nr stoczniowy 27). Stępkę krążownika położono w kwietniu 1900 roku, a ceremonia wodowania odbyła się 22 czerwca 1901 roku; jego matką chrzestną została księżniczka Irena, żona księcia-admirała Albrechta Wilhelma Heinricha Hohenzollerna. Nazwę otrzymał na cześć księcia-admirała Adalberta von Preußena, który był m.in. głównodowodzącym pruskiej marynarki wojennej w okresie od marca 1849 do lipca 1870 roku. Koszt budowy okrętu wyniósł 16 mln 371 tys. marek. Ukończenie jednostki nastąpiło ponad dwa lata później, z powodu dużego obciążenia stoczni budową innych okrętów.

## Dane techniczne

### Charakterystyka ogólna

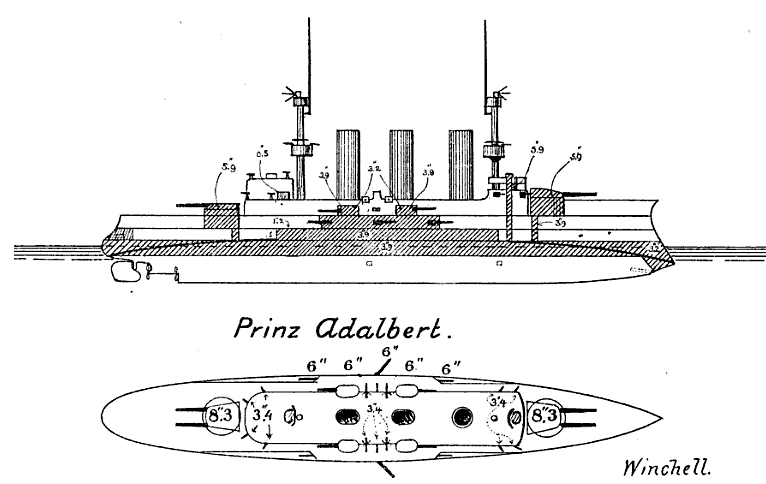
Plany krążowników pancernych typu Prinz Adalbert

Okręt był krążownikiem pancernym o sylwetce podobnej do poprzedników („Fürst Bismarck” i „Prinz Heinrich”), z podniesionym pokładem dziobowym ciągnącym się aż do rufowej wieży artylerii głównego kalibru, trzema dużymi kominami i dwoma cylindrycznymi masztami. Kadłub o poprzeczno-wzdłużnym układzie wiązań podzielony był za pomocą 13 grodzi na 14 przedziałów wodoszczelnych, a dno podwójne obejmowało 60% jego długości. Okręt miał stewę dziobową w kształcie łabędziej szyi, zaokrągloną rufę, prosty kil i dwie stępki boczne.
Długość całkowita krążownika wynosiła 126,5 metra (124,9 metra na wodnicy), szerokość 19,6 metra i zanurzenie od 7,43 do 7,9 metra. Wyporność normalna (konstrukcyjna) wynosiła 9087 ton, a pełna 9875 ton (9719 długich ton).
Załoga jednostki składała się z 35 oficerów i 551 podoficerów i marynarzy. W przypadku pełnienia funkcji okrętu flagowego liczebność załogi zwiększała się o 53 osoby, z czego dziewięć stanowili oficerowie.

### Urządzenia napędowe i pomocnicze
Okręt był napędzany przez umieszczone w trzech oddzielnych maszynowniach trzy trzycylindrowe pionowe maszyny parowe potrójnego rozprężania, które poruszały poprzez wały napędowe trzy śruby napędowe (dwie zewnętrzne o średnicy 4,8 metra i środkową o średnicy 4,5 metra). Para o ciśnieniu roboczym od 13,5 do 14,25 at dostarczana była przez 14 kotłów wodnorurkowych Dürr o łącznej powierzchni grzewczej 4600 m², wyposażonych łącznie w 42 paleniska, zainstalowanych w trzech kotłowniach. Kotły były opalane węglem, którego normalny zapas wynosił 750, a maksymalny 1630 ton.
Nominalna moc siłowni wynosiła 16 200 KM przy 118 obr./min, co pozwalało na osiągnięcie prędkości maksymalnej 20 węzłów. Zasięg przy normalnym zapasie węgla wynosił 4970 mil morskich przy prędkości 12 węzłów. Zużycie węgla przy maksymalnej mocy wynosiło 19 ton na godzinę. Na rufie znajdował się pojedynczy ster.
Energia elektryczna (prąd stały o napięciu 110 V) wytwarzana była przez cztery generatory o łącznej mocy 246 kW.

### Uzbrojenie
Główne uzbrojenie krążownika składało się z czterech dział kalibru 21 cm SK C/04 L/40 w dwóch, zamontowanych w umieszczonych w osi okrętu wieżach – po jednej na pokładzie dziobowym i rufie . Masa działa wynosiła 20,02 tony, a jego długość całkowita 8,4 metra; długość samej lufy wynosiła 7,8 metra. Działa wykorzystywały pociski przeciwpancerne o masie 140 kg wystrzeliwane za pomocą ładunków miotających o masie 42 kg. Kąt podniesienia lufy wynosił od -5 do +30°, a maksymalna donośność wystrzeliwanego z prędkością wylotową 790 m/s pocisku wynosiła 16 300 metrów. Kąt ostrzału obracanych elektrycznie wież wynosił 270°. Zapas amunicji wynosił 340 sztuk (czyli 85 pocisków na działo).
Artyleria średniego kalibru składała się z 10 pojedynczych dział kalibru 15 cm SK C/97 L/40 (faktyczny kaliber działa wynosił 149,1 mm) . Wszystkie działa umieszczono na śródokręciu: cztery zainstalowano w wieżach, a pozostałe sześć w kazamatach. Długość całkowita działa wynosiła 5,96 metra, długość lufy 5,54 metra, a jej masa 4460 kg. Działa wykorzystywały amunicję rozdzielnego ładowania, a masa pocisku wynosiła od 45 do 51 kg. Maksymalna donośność wystrzeliwanego z prędkością wylotową od 725 do 800 m/s pocisku wynosiła 13 700 metrów. Szybkostrzelność wynosiła od czterech do pięciu strzałów na minutę. Kąt ostrzału dział umieszczonych w wieżach wynosił około 150°, a tych w kazamatach 135°. Łączny zapas amunicji wynosił 1500 sztuk, czyli 150 pocisków na działo.
Artylerię do zwalczania torpedowców stanowiło 12 pojedynczych dział kalibru 8,8 cm SK C/01 L/35 . Długość całkowita działa wynosiła 3,08 metra, długość lufy 2,8 metra, a masa lufy z zamkiem 850 kg. Strzelały one pociskami o masie 9,8 kg z prędkością wylotową 650 m/s. Szybkostrzelność wynosiła do 15 strzałów na minutę, a łączny zapas amunicji 1800 sztuk (150 pocisków na działo). Prócz tego na pokładzie znalazły się cztery pojedyncze szybkostrzelne działka kalibru 3,7 cm.
Broń torpedową stanowiły cztery pojedyncze podwodne wyrzutnie kalibru 450 mm: po jednej na dziobie i rufie oraz dwie na śródokręciu z każdej burty (na wysokości dziobowej wieży artylerii głównej), z łącznym zapasem 11 torped. Torpedy typu C/03 miały długość 5,15 metra, masę 662 kg (w tym głowica bojowa 176 kg trotylu), a ich zasięg wynosił 1500 metrów przy prędkości 31 węzłów i 3000 metrów przy prędkości 26 węzłów .

### Opancerzenie
Podstawowym elementem pancerza był wykonany ze stali Kruppa pas burtowy o grubości maksymalnej 100 mm na wodnicy śródokręcia, zmniejszającej się w stronę dziobu i rufy do 80 mm, położony na warstwie drewna tekowego o grubości 50 mm. Pokład pancerny miał grubość od 40 do 80 mm w części dziobowej i rufowej, a jego skosy od 50 do 80 mm.
Wieże artylerii głównej były chronione pancerzem pionowym o grubości 150 mm, a od góry 30 mm. Wieże artylerii średniej, cytadela i kazamaty miały grubość 100 mm, a maski dział kalibru 8,8 cm miały grubość 80 mm. Dziobowa wieża dowodzenia chroniona była od czoła płytami o grubości 150 mm (z dachem o grubości 30 mm), a rufowa miała pancerz o grubości 20 mm. Niezatapialność jednostek starano się powiększyć poprzez wypełnienie przestrzeni między poszczególnymi pomieszczeniami i elementami konstrukcyjnymi korkiem.

## Służba

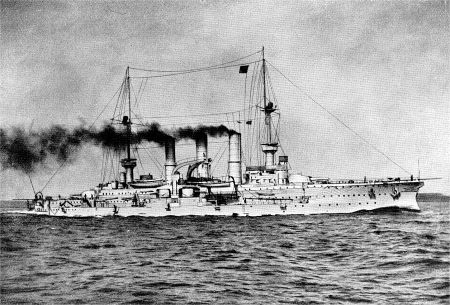
„Prinz Adalbert” w morzu w 1912 roku

SMS „Prinz Adalbert” został wcielony do służby w Kaiserliche Marine 12 stycznia 1904 roku. Pierwszym dowódcą okrętu został mianowany komandor (niem. Kapitän zur See) Hermann Jacobsen. Podczas zakończonych 30 maja prób morskich „Prinz Adalbert” osiągnął prędkość 20,4 węzła przy przeciążeniu maszyn do 17 272 KM (przy 120 obr./min). Decyzją admirała Tirpitza krążownik od początku służby został artyleryjskim okrętem szkolnym. W 1904 roku jednostka wzięła udział w wiosennych manewrach niemieckiej floty, przeprowadzanych corocznie na Bałtyku.
W 1905 roku „Prinz Adalbert” został okrętem flagowym Zespołu Okrętów Szkolnych i Doświadczalnych (niem. Verband der Schul- und Versuchsschiffe), biorąc udział w rejsie szkolnym z innymi krążownikami szkolnymi i okrętami dywizjonu rezerwowego. W lipcu „Prinz Adalbert” wraz z krążownikiem lekkim „Berlin” pełniły rolę eskorty cesarskiego jachtu SMY „Hohenzollern”, którym Wilhelm II popłynął do Gävle w celu spotkania z królem Szwecji Oskarem II. Na początku sierpnia okręt wraz z krążownikami lekkimi „Nymphe” i „Undine” wziął udział w nocnych manewrach, odpierając pozorowany atak holowanych przez krążowniki lekkie torpedowców (w obecności Wilhelma II i Inspektora Artylerii Marynarki Wojennej, kontradmirała Ludwiga von Schrödera). We wrześniu nowym dowódcą krążownika został komandor Ehrhard Schmidt.
W 1906 i następnym roku krążownik nadal pełnił funkcję okrętu flagowego Zespołu Okrętów Szkolnych i Doświadczalnych. W dniach 17–28 lipca „Prinz Adalbert” z księciem Henrykiem Hohenzollernem na pokładzie uczestniczył w uroczystości koronacji norweskiego króla Haakona VII. W 1907 roku okręt wziął udział w wiosennych bałtyckich manewrach niemieckiej floty, a od września jego dowódcą został mianowany komandor porucznik (niem. Fregattenkapitän) Max Witschel. Na przełomie 1908 i 1909 roku przystosowano część kotłów krążownika do opalania paliwem płynnym; od tej pory okręt zabierał dodatkowo 200 ton oleju napędowego.
W 1909 roku SMS „Prinz Adalbert” uczestniczył w jesiennych manewrach niemieckiej floty, jako okręt flagowy dowódcy 3. Grupy Rozpoznawczej kontradmirała Johannesa Mertena. W maju 1910 roku krążownik wziął udział w próbnych strzelaniach na Morzu Północnym, powtarzając je w marcu 1911 roku; następnie okręt odbył rejs na Wyspy Owcze i zawinął do kilku norweskich portów. We wrześniu 1910 roku dowództwo okrętu objął komandor porucznik Waldemar Pieper. 5 września 1911 roku „Prinz Adalbert” wziął udział w wielkiej paradzie floty, zorganizowanej w Kilonii na cześć austro-węgierskiego następcy tronu, arcyksięcia Franciszka Ferdynanda. 29 września okręt został wycofany ze służby, a jego rolę szkolnego okrętu artyleryjskiego przejął SMS „Blücher”. „Prinz Adalbert” został następnie poddany modernizacji, która obejmowała m.in. demontaż działek kalibru 37 mm.
1 listopada 1912 krążownik powrócił do służby z nowym dowódcą, którym został komandor Ferdinand Bertram, zastępując w roli szkolnego okrętu artyleryjskiego w szkole artylerii w Sonderburgu SMS „Prinz Heinrich”.

### I wojna światowa

#### 1914 rok
Po wybuchu I wojny światowej w sierpniu 1914 roku dowodzony przez komandora Andreasa Michelsena „Prinz Adalbert” został przydzielony do 4. (przemianowanej 25 sierpnia na 3.) Grupy Rozpoznawczej Hochseeflotte kontradmirała Huberta von Rebeur-Paschwitza, w skład której wchodziły ponadto krążowniki pancerne „Prinz Heinrich”, „Roon” i „Yorck”. 26 sierpnia, na otrzymaną wieść o wejściu na skały w pobliżu wyspy Odensholm krążownika lekkiego „Magdeburg”, „Prinz Adalbert”, „Roon” i 4 Eskadra Hochseeflotte wyruszyły z Kilonii z misją ratowniczą, przerwaną po informacji o samozatopieniu okrętu. We wrześniu 1914 roku „Prinz Adalbert” wraz z „Roonem” osłaniał krążowniki minowe „Albatross” i „Nautilus” oraz pomocniczy stawiacz min „Kaiser” podczas misji stawiania zagrody minowej na Morzu Północnym, a następnie został przebazowany do Zatoki Kilońskiej ze względu na spodziewany atak floty brytyjskiej.
W dniach 2–4 listopada okręt wziął udział w rajdzie Hochseeflotte. Po utracie siostrzanej jednostki „Friedrich Carl”, 29 listopada „Prinz Adalbert” został wyłączony ze składu 3. Grupy Rozpoznawczej i podporządkowany głównemu dowództwu Flotylli Bałtyckiej, stając się okrętem flagowym kontradmirała Ehlera Behringa. W dniach 15–18 grudnia „Prinz Adalbert”, „Amazone”, „Augsburg”, „Lübeck”, „Thetis” w eskorcie niszczycieli przeprowadziły rajd na Wyspy Alandzkie. Od 27 do 29 grudnia krążownik wspierał pancerniki 5. Eskadry Hochseeflotte w ich wypadzie pod Gotlandię.

#### 1915 rok
Między 6 a 9 stycznia 1915 roku krążowniki „Prinz Adalbert”, „Augsburg” i „Lübeck” wraz z niszczycielami i okrętami podwodnymi miały osłaniać atak krążownika „Thetis” na rosyjską bazę okrętów podwodnych na wyspie Utö, jednak nie został on zrealizowany z powodu problemów z łącznością. 22 stycznia „Prinz Adalbert” i „Augsburg” w eskorcie niszczycieli G 132, G 133, G 134, G 135, G 136, S 129, S 131 i T 97 wypłynęły w morze w celu dokonania ostrzału Libawy. Podczas rejsu „Prinz Adalbert” wszedł na mieliznę w pobliżu przylądka Steinort i w wyniku odniesionych uszkodzeń trafił do stoczni na remont, powracając do służby 20 marca. 23 marca, po zajęciu przez Rosjan Kłajpedy, krążowniki „Prinz Adalbert”, „Graudenz”, „Regensburg”, „Rostock” i „Stralsund” dokonały ostrzału portu w Połądze, osłaniane przez dwa inne krążowniki („Lübeck” i „Thetis”) i niszczyciele, a w kwietniu „Prinz Adalbert”, „Lübeck” i „Thetis” uczestniczyły w akcjach stawiania zagród minowych.
Pod koniec kwietnia, po rozwiązaniu 3. Grupy Rozpoznawczej, „Prinz Adalbert” został okrętem flagowym Sił Rozpoznawczych Flotylli Bałtyckiej, dowodzonych przez kontradmirała Alberta Hopmana. W skład formacji wchodziły ponadto krążowniki pancerne „Prinz Heinrich” i „Roon”, krążowniki lekkie „Augsburg”, „Bremen”, „Lübeck” i „Thetis”, 10 flotylla niszczycieli oraz V 107 i V 108, okręt podwodny U-A, trzy flotylle trałowców oraz tendry wodnosamolotów „Answald” i „Glyndwr”. Na początku maja Niemcy postanowili podjąć operację mającą na celu zajęcie portu w Libawie: 7 maja niemieckie okręty (pancernik obrony wybrzeża „Beowulf” oraz krążowniki „Prinz Adalbert”, „Prinz Heinrich”, „Roon”, „Augsburg”, „Lübeck” i „Thetis”) rozpoczęły ostrzał twierdzy, która została zdobyta przez wojska lądowe następnego dnia. 3 czerwca „Prinz Adalbert”, „Prinz Heinrich” i „Roon” miały zabezpieczać akcję postawienia zagród minowych na wyjściu z Zatoki Ryskiej, jednak wobec stwierdzenia na wodach zatoki obecności okrętów Floty Bałtyckiej operacja została odwołana.
2 lipca „Prinz Adalbert” oraz „Prinz Heinrich” w eskorcie niszczycieli S 138 i S 139 pod dowództwem kontradmirała Alberta Hopmana wyszły z Gdańska na pomoc niemieckiemu zespołowi uczestniczącemu w bitwie koło Gotlandii. Około godziny 15:00 nieopodal Rixhöft „Prinz Adalbert” został storpedowany z odległości 400 metrów przez brytyjski okręt podwodny HMS E9 pod dowództwem komandora Maxa Hortona. Torpeda trafiła w dziobową część okrętu poniżej pomostu, a na pokładzie krążownika śmierć poniosło 10 marynarzy. Uszkodzony krążownik z zanurzeniem zwiększonym do 12 metrów na wstecznym biegu popłynął w eskorcie niszczyciela S 139 w kierunku Kilonii, docierając do bazy 4 lipca i trafiając do stoczni na konieczne naprawy.
W sierpniu, podczas remontu stoczniowego, nowym dowódcą krążownika został mianowany komandor porucznik Wilhelm Bunnemann. 9 września SMS „Prinz Adalbert”, który został ponownie okrętem flagowym kontradmirała Alberta Hopmana, wyruszył z Libawy wraz z pancernikami „Braunschweig” i „Elsaß” oraz 8. flotyllą niszczycieli na rajd na wody między wyspą Fårö a cyplem Zerel, powracając do bazy 11 września. Między 21 a 23 września „Prinz Adalbert” z pancernikami „Braunschweig”, „Elsaß”, „Mecklenburg”, „Schwaben” i „Zähringen” oraz krążownikiem lekkim „Bremen” dokonały bezowocnego wypadu na wody Zatoki Fińskiej. W nocy z 5 na 6 października „Prinz Adalbert” osłaniał operację postawienia zagrody minowej przez krążowniki „Prinz Heinrich” i „Bremen” oraz stawiacz min. 19 października krążownik przestał być jednostką flagową kontradmirała Alberta Hopmana, zastąpiony w tej roli przez SMS „Roon”.
23 października „Prinz Adalbert” wyszedł z Libawy z zadaniem patrolowania wód pomiędzy Fårö a Dagerort. O godzinie 8:32 krążownik został trafiony torpedą przez odbywający swój drugi patrol na Bałtyku brytyjski okręt podwodny HMS E8. Trafienie wywołało eksplozję komory amunicyjnej i natychmiastowe zatonięcie jednostki, na której zginęło 32 oficerów oraz 640 podoficerów i marynarzy (na pozycji 56°33′N 20°28′E/56,550000 20,466667, uratowanych zostało jedynie trzech marynarzy).